# تساروا لیوادا
تساروا لیوادا (به بلغاری: Tsareva Livada) روستایی در بلغارستان است که در استان گابرووو واقع شده‌است. تساروا لیوادا ۷۸۹ نفر جمعیت دارد.